# Gunning (Australie)
Gunning (487 habitants) est un village de Nouvelle-Galles du Sud, en Australie à 260 km au sud-ouest de Sydney et à 50 km au nord-ouest de Canberra sur la Old Hume Highway.